# Zelandothyas
Zelandothyas är ett släkte av spindeldjur. Zelandothyas ingår i familjen Zelandothyadidae.
Zelandothyas är enda släktet i familjen Zelandothyadidae.
Kladogram enligt Catalogue of Life:
| Zelandothyas | \| \| Zelandothyas diamphida \| \| \| \| \| \| Zelandothyas hyporheica \| \| \| \| |
|              | \| \| Zelandothyas diamphida \| \| \| \| \| \| Zelandothyas hyporheica \| \| \| \| |
|              | Zelandothyas diamphida                                                             |
|              |                                                                                    |
|              | Zelandothyas hyporheica                                                            |
|              |                                                                                    |